# ملیکه آلتینیشیک
ملیکه آلتینیشیک (متولد ۱۹۸۰، سقاریه)، معمار اهل ترکیه است. او آثاری در مقیاس‌های مختلف طراحی کرده است. ملیکه به عنوان یکی از ۴۰ معمار برتر زیر ۴۰ سال اروپا در سال ۲۰۱۸ انتخاب شد. وی معمار برج چاملیجا، بلندترین سازه در استانبول، و موزه رباتیک در سئول است.

## زندگی
او در سال ۱۹۸۰ در سقاریه به دنیا آمد.

## تحصیلات
ملیکه آلتینیشیک تحصیلات خود را در مقطع کارشناسی در دانشکده معماری دانشگاه فنی استانبول به عنوان دانشجوی برتر (۲۰۰۳) به پایان رساند. او برای مقطع کارشناسی ارشد معماری و طراحی شهری به انگلستان رفت و تحصیلات خود را در گروه تحقیقاتی طراحی انجمن معماری (AADRL) در لندن در سال ۲۰۰۶ به پایان رساند. پایان‌نامه او شایسته جوایز بین‌المللی مانند جایزه طراحی FEIDAD 2006 (جایزه طراحی معماری دیجیتال بین‌المللی خاور دور)، جایزه هنر سوئیس در سال ۲۰۰۷ و جایزه بین المللی DOM-ACXT (جایزه بین‌المللی دیپلم معماری) در سال ۲۰۰۸ شناخته شد.

## حرفه
با پیشنهاد شغلی زاها حدید و پاتریک شوماخر که در هیئت داوران نهایی کارشناسی ارشد با آنها آشنا شد، او به عنوان مدیر پروژه در دفتر " معماران زاها حدید " (ZHA) (2006-2013) تجربه پروژه‌های بین‌المللی را به دست آورد. وی بین سال‌های ۲۰۰۶ تا ۲۰۱۲ روی پروژه استانبول Kartal-Pendik کار کرد. او در پروژه‌هایی در مقیاس‌ها و انواع مختلف در ۱۲ کشور مختلف شرکت کرد.
آلتینیشیک در سال ۲۰۱۲ به ترکیه بازگشت و به جمع کارکنان برنامه کارشناسی ارشد معماری دانشگاه بیلگی استانبول پیوست. او در سال ۲۰۱۳ شرکت Melike Altınışık Architects (MAA) را تأسیس کرد.

## جوایز
وی در سال ۲۰۱۸ در فهرست جایزه «Europe 40 under 40» قرار گرفت که ۴۰ معمار و طراح موفق زیر ۴۰ سال را مشخص می‌کند.